# Euphorbia leucocephala
Espèce
L'euphorbe à tête blanche (Euphorbia leucocephala) est une espèce de buisson haut de 2 à 3 m de la famille des Euphorbiaceae.
Originaire d'Amérique centrale, il a des feuilles verticillées, elliptiques de 3 à 8 cm de long, des petites fleurs crème avec de grandes bractées blanches qui apparaissent en hiver (novembre décembre) donnant à l'arbuste un aspect d'immense boule de neige.
Il produit comme tous les euphorbiacés un latex qui peut être irritant.
autres noms : il est également connu sous le nom de Neige de la montagne, Mois de mai, Tête de vieille, Pluie d'argent, Coiffure du grand père, Fleurit-noël ...

## Galerie

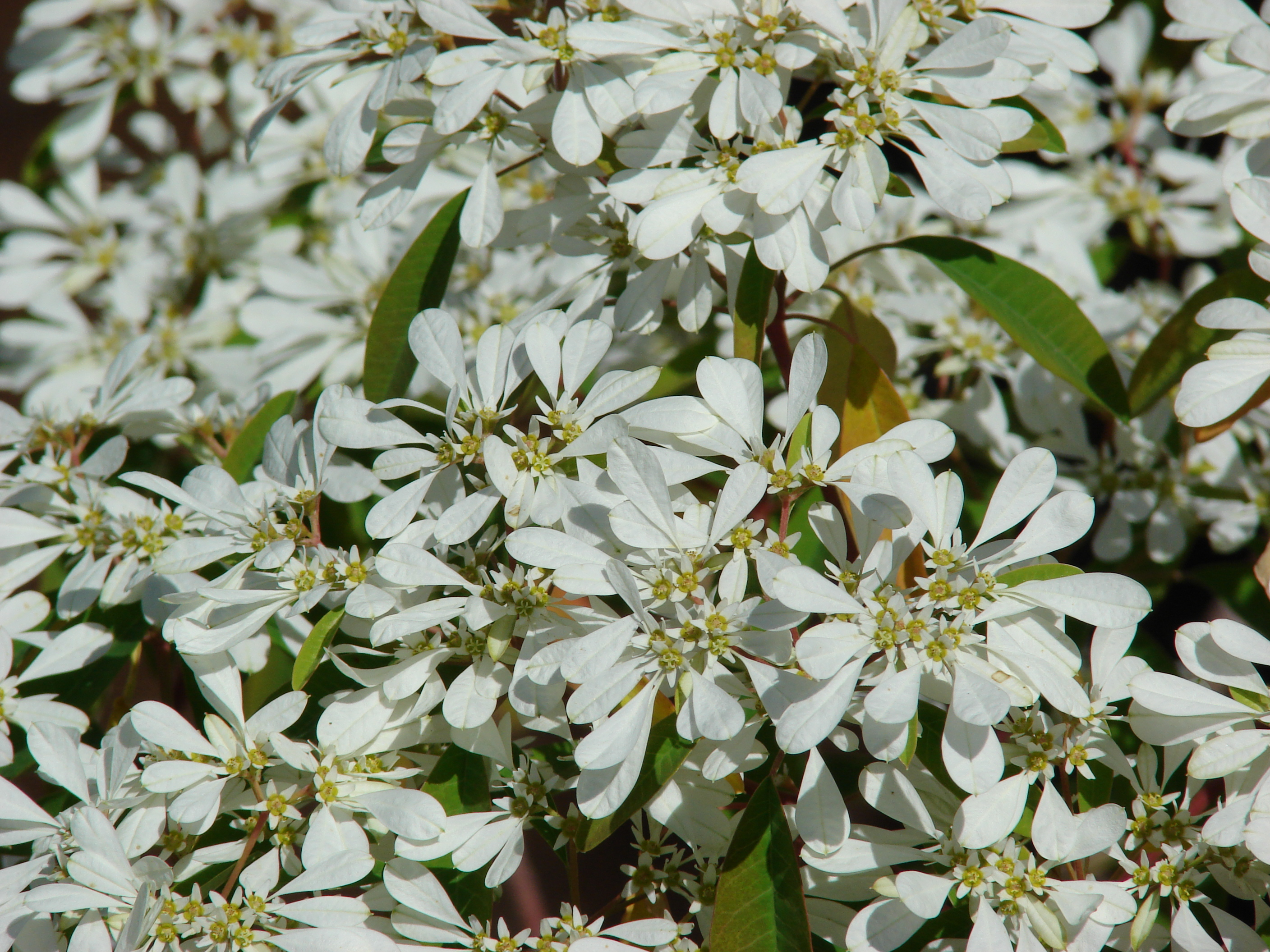
Les fleurs crème et les bractées blanches.
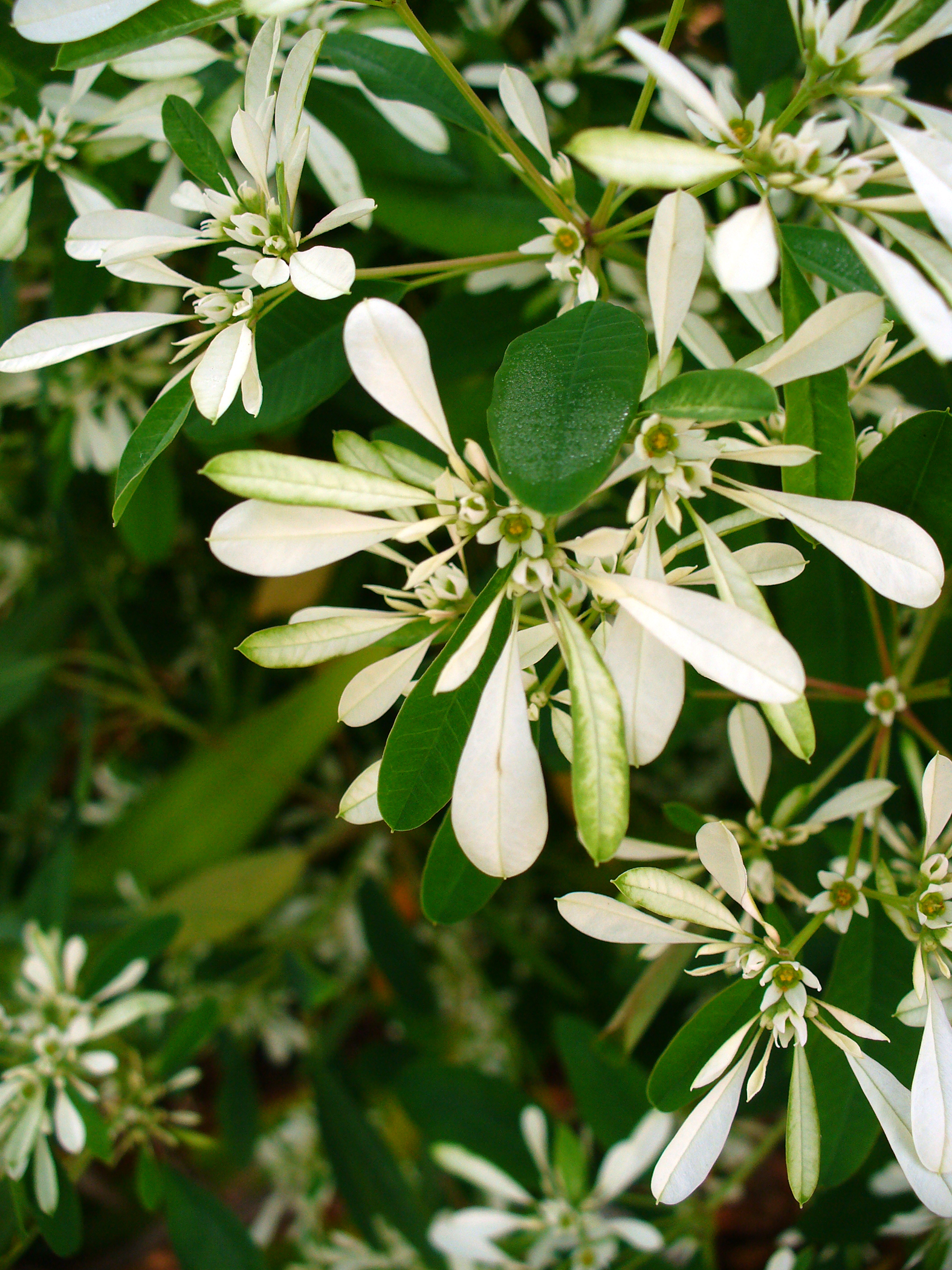
Les fleurs crème et les bractées blanches.